# Latorpsbruk
Latorpsbruk är en tätort i Örebro kommun, omkring 12 km väster om Örebro centrum, mellan Vintrosa och sjön Tysslingen. Norr om tätorten ligger Latorps herrgård och här avgränsade SCB 1990 en småort namnsatt till Latorp.
Orten är belägen på Latorpsplatån, ett kalkområde utmed Kilsbergen. 

## Historia
Före 1640 fanns ett silververk i Latorp. År 1773 flyttade ett alunbruk hit från Garphyttan. Det brann ner 1859, och var då landets största alunbruk. Skiffer användes som råvara. Vid processen uppstod stora mängder bränd skiffer, s.k. rödfyr. Därom vittnar de stora högarna som man ser när man nalkas Latorp österifrån. Sågverksrörelse bedrevs även genom Latorp AB, som även ägde Latorps herrgård. Bruket köptes år 1839 av handelsfirman Dugge & Setterwall, och såldes senare till ryttmästare Henrik Hegardt.
Vid Örebro-Svartå Järnväg fanns stationen Latorpsbruk. Där anslöt också Latorpsbruk–Garphyttan, en 5,4 km lång industribana till Garphytte bruk samt Kalklinbanan Lannafors-Latorpsbruk, en 5km lång linbana från Lannafors kalkbrott.

### Befolkningsutveckling
| Befolkningsutvecklingen i Latorpsbruk 1960–2020                                                         | Befolkningsutvecklingen i Latorpsbruk 1960–2020 | Befolkningsutvecklingen i Latorpsbruk 1960–2020 | Befolkningsutvecklingen i Latorpsbruk 1960–2020 | Befolkningsutvecklingen i Latorpsbruk 1960–2020 |
| --- | ----------------------------------------------- | ----------------------------------------------- | ----------------------------------------------- | ----------------------------------------------- |
| |                                                 |                                                 |                                                 |                                                 |
| År |                                                 |                                                 | Folkmängd                                       | Areal (ha)                                      |
| 1960 | 1960                                            |                                                 | 340                                             |                                                 |
| 1965 | 1965                                            |                                                 | 315                                             |                                                 |
| 1970 | 1970                                            |                                                 | 330                                             |                                                 |
| 1975 | 1975                                            |                                                 | 463                                             |                                                 |
| 1980 | 1980                                            |                                                 | 559                                             |                                                 |
| 1990 | 1990                                            |                                                 | 602                                             | 85                                              |
| 1995 | 1995                                            |                                                 | 598                                             | 85                                              |
| 2000 | 2000                                            |                                                 | 586                                             | 85                                              |
| 2005 | 2005                                            |                                                 | 600                                             | 85                                              |
| 2010 | 2010                                            |                                                 | 597                                             | 85                                              |
| 2015 | 2015                                            |                                                 | 727                                             | 123                                             |
| 2020 | 2020                                            |                                                 | 786                                             | 127                                             |
| Anm.: 2015 expanderade tätorten söderut och bebyggelsen i småorten Holmstorp kom då ligga inom tätorten |                                                 |                                                 |                                                 |                                                 |

## Samhället
Tätorten består idag till största delen av villabebyggelse. 

### Webbkällor
- Latorp i Nordisk familjebok (andra upplagan, 1911)
- Latorps byalag